# ニクラス・エンゲリン
ニクラス・エンゲリン (Niclas Engelin、1972年12月27日 - )は、スウェーデン出身のギタリスト、ヘヴィメタル・ミュージシャン。

## 略歴
1990年に、Sarcazmというスラッシュメタルバンドでギタリストとして活動を始める。Sarcazmは1993年にEPをリリースた後、解散している。1994年にヘヴィメタルバンド、Idiots Ruleに加入。しかし、Idiots Ruleでは目立った活動もなく、解散してしまう。1996年に結成したばかりのメロディックデスメタルバンド、ガーデニアンに加入。ガーデニアンは、1997年に1stアルバム『Two Feet Stand』をリリースしデビューする。またこの頃、イン・フレイムスのイェスパー・ストロムブラードと知り合い、その縁でグレン・ユングストロームの後任としてイン・フレイムスに加入する。
しかし、あくまでガーデニアンをメインバンドとして活動するニクラスとイン・フレイムスをメインバンドとすることを求める他メンバーとの意向と合わなかったため、音源に参加することなく1998年にイン・フレイムスを脱退する。以降、ガーデニアンに専念することとなるが、ガーデニアンは2004年初めに解散している。
また、2003年にはイン・フレイムスのアンダース・フリーデンのサイドプロジェクト、パッセンジャーに参加している。
ガーデニアン解散後、同じく解散したザ・クラウン (現在は再結成)のギタリスト、マーカス・スーネソンと共に、エンゲルを結成。中心メンバーとして活動している。
また、イェスパーがツアーに参加できない際には、代役としてイン・フレイムスのステージに立つこともあった。2010年にイェスパーがイン・フレイムスを脱退した後も、セッションギタリストとしてツアーに参加したが2011年に入って、正式メンバーとしてイン・フレイムスに再加入した。
2011年には、B.C.リッチとエンドーズ契約を行っている。
2021年11月には、元イン・フレイムスのイェスパー・ストロムブラード（ギター）、ミカエル・スタンネ（ボーカル）、ピーター・イワース（ベース）、ダニエル・スヴェンソン（ドラム）と結成した新バンド『ザ・ヘイロー・エフェクト (The Halo Effect)』としてのデビュー曲「SHADOWMINDS」を発表。

## ディスコグラフィー

### エンゲル
アルバム
- 2007年 Engel
- 2010年 Threnody

### ガーデニアン
アルバム
- 1997年 Two Feet Stand
- 1999年 Soulburner
- 2000年 Sindustries

デモ
- 1997年 Studio Rehearsals

### パッセンジャー
アルバム
- 2003年 Passenger

シングル
- 2003年 In Reverse

### Sarcazm
EP
- 1993年 Breath, Shit, Excist...

## 参考サイト
- Encyclopaedia Metallum（英語）